# Wojnowicia hirta
Wojnowicia hirta är en svampart som beskrevs av Sacc. 1892. Wojnowicia hirta ingår i släktet Wojnowicia, divisionen sporsäcksvampar och riket svampar.   Inga underarter finns listade i Catalogue of Life.